# Yunan Tombe Trille Kuku Andali
Yunan Tombe Trille Kuku Andali (Tojoro, 1º gennaio 1964) è un vescovo cattolico sudanese, dal 13 luglio 2017 vescovo di El Obeid.

## Biografia
Yunan Tombe Trille Kuku Andali è nato a Tojoro il 1º gennaio 1964.

### Formazione e ministero sacerdotale
Ha compiuto gli studi secondari nella Comboni Junior School a El Obeid. Ha studiato filosofia a Giuba e teologia a Khartoum, dove ha conseguito il baccellierato.
Il 7 aprile 1991 è stato ordinato presbitero per la diocesi di El Obeid. In seguito è stato collaboratore pastorale a El Nahud, Nayala, El Fasher e Kadaguli dal 1991 al 1995; rettore del seminario minore di El Obeid dal 1995 al 2002 e vicario generale dal 1997 al 2002. Nel 2002 è stato inviato in Kenya per studi. Ha compiuto gli studi per la licenza e il dottorato in diritto canonico presso l'Università Cattolica di Nairobi concludendoli nel 2009. Tornato in patria è stato parroco della parrocchia di Tutti i Santi a Saraf Jamus dal 2009 al 2012 e rettore del seminario interdiocesano "San Paolo" di Juba dal 2012.

### Ministero episcopale
Il 13 febbraio 2017 papa Francesco lo ha nominato vescovo di El Obeid. Ha ricevuto l'ordinazione episcopale il 23 aprile successivo nel cortile della Comboni Junior School di El Obeid dal cardinale Gabriel Zubeir Wako, arcivescovo emerito di Khartoum, co-consacranti l'arcivescovo Hubertus Matheus Maria van Megen, nunzio apostolico in Sudan ed Eritrea, e l'arcivescovo metropolita di Khartoum Michael Didi Adgum Mangoria.
Nel settembre del 2018 ha compiuto la visita ad limina.
Dal gennaio del 2020 al gennaio 2024 è stato presidente della Conferenza dei vescovi cattolici del Sudan.

## Genealogia episcopale
La genealogia episcopale è:
- Cardinale Scipione Rebiba
- Cardinale Giulio Antonio Santori
- Cardinale Girolamo Bernerio, O.P.
- Arcivescovo Galeazzo Sanvitale
- Cardinale Ludovico Ludovisi
- Cardinale Luigi Caetani
- Cardinale Ulderico Carpegna
- Cardinale Paluzzo Paluzzi Altieri degli Albertoni
- Papa Benedetto XIII
- Papa Benedetto XIV
- Papa Clemente XIII
- Cardinale Bernardino Giraud
- Cardinale Alessandro Mattei
- Cardinale Pietro Francesco Galleffi
- Cardinale Giacomo Filippo Fransoni
- Cardinale Carlo Sacconi
- Cardinale Edward Henry Howard
- Cardinale Mariano Rampolla del Tindaro
- Cardinale Rafael Merry del Val
- Arcivescovo Duarte Leopoldo e Silva
- Arcivescovo Paulo de Tarso Campos
- Cardinale Agnelo Rossi
- Cardinale Gabriel Zubeir Wako
- Vescovo Yunan Tombe Trille Kuku Andali